# Betrugsfälle im Schach
Betrugsfälle im Schach sind Fälle, in denen in der Schachwelt bewusst andere getäuscht wurden. Durch Vorspiegelung falscher Tatsachen oder Nutzung unerlaubter Hilfsmittel versuchten Schachspieler, sich einen Vorteil gegenüber anderen zu verschaffen. Es muss sich dabei nicht um einen Betrug im juristischen Sinn handeln.

## Arten des Betrugs

### Elektronische Hilfsmittel bei Schachturnieren
Das Verbot elektronischer Hilfsmittel bei Schachturnieren ergibt sich aus Artikel 11.3 der FIDE-Schachregeln, in denen die Verwendung von Aufzeichnungen und Analysen der Partiestellung auf anderen Schachbrettern sowie das Mitführen nichtausgeschalteter elektronischer Kommunikationsgeräte verboten wird.
- Der Amateur Clemens A. soll 1998 beim Böblinger Open betrogen haben, indem er sich Züge mittels eines unter langen Haaren verborgenen Mini-Ohrhörers übermitteln ließ. Seine Turnierleistung lag dabei weit über dem Ergebnis, das aufgrund seiner DWZ zu erwarten gewesen wäre, und die gespielten Züge waren mit Fritz rekonstruierbar. Zudem machte er sich verdächtig, indem er in der letzten Runde dem Großmeister Sergei Kalinitschew ein für menschliche Spieler kaum voraussehbares Matt in acht Zügen ankündigte. A. gewann das Turnier und 1660 DM Preisgeld.[2] Während ein staatsanwaltliches Ermittlungsverfahren eingestellt wurde, schloss der Bayerische Schachbund A. aus dem Verband aus.[3]
- Ein Amateurspieler betrog 2002 bei einem Open, indem er auf der Toilette Pocket Fritz zur Analyse einer laufenden Partie benutzte. Der Schwindel flog auf, als der Schiedsrichter dem Verdacht nachging und über die Toilettenwand schaute.[4]
- Gleich zwei Fälle ereigneten sich beim World Open 2006 in Philadelphia. Ein Spieler benutzte einen Ohrhörer, den er als Hörgerät ausgab. Ein anderer Spieler mit einem Rating von 2169, der unter anderem gegen Großmeister Ilia Smirin gewann, trug einen auffälligen Hut. Auf Anweisung der Turnierleitung musste er in den letzten beiden Runden ohne Kopfbedeckung spielen und verlor beide Partien.[5]
- Der indische Spieler Umakant S., der seine Elo-Zahl innerhalb von anderthalb Jahren von 1930 auf 2484 steigerte,[6] wurde im Dezember 2006 vom indischen Schachverband für 10 Jahre gesperrt. Ihm wurde nachgewiesen, bei einem Turnier in Neu-Delhi unter einer Mütze einen Bluetooth-Empfänger verborgen zu haben.[7]
- Der französische Nationalspieler Sébastien Feller wurde zusammen mit Arnaud Hauchard und Cyril Marzolo für mehrere Jahre gesperrt, weil diese bei der Schacholympiade 2010 in Chanty-Mansijsk unerlaubte Hilfe benutzt haben sollen. Nach Ansicht des Französischen Schachverbandes analysierte Marzolo die laufende Partie, übermittelte die Züge via SMS an den Kapitän der französischen Olympiamannschaft Hauchard, welcher die Züge wiederum durch abgesprochene Signale an den Spieler Feller übermittelte. Feller kündigte Berufung an und nahm an der Europameisterschaft Ende März 2011 teil.[8]
- Bei der deutschen Schachmeisterschaft 2011 fiel in der letzten Runde einem Spieler auf, dass sein Gegner, der FIDE-Meister N., ungewöhnlich oft die Toilette besuchte. Nach zwei erfolglosen Versuchen, selbst die Gründe dafür herauszufinden, informierte der Spieler einen Schiedsrichter, der nach Partieende die Taschen des Kontrahenten überprüfte und dabei ein Smartphone mit einer Stellung aus der zuvor beendeten Partie entdeckte. Daraufhin gab N. die Verwendung des Smartphones für die Partieanalyse zu.[9] Aufgrund mehrerer Zeugenaussagen wird vermutet, dass N. auch in vorherigen Runden unerlaubte Hilfsmittel eingesetzt hatte, weshalb nicht nur die Partie für N. als verloren gewertet, sondern auch die vor der Partie sichere IM-Norm aberkannt wurde.[10]
- Während des Dubai Open im April 2015 nutzte der georgische Spieler Gajos Nigalidse ein Smartphone, das er im Papierkorb einer Toilette versteckt hatte, zur Analyse einer laufenden Partie. Er wurde daraufhin vom Turnier ausgeschlossen. Im Dezember 2015 erkannte ihm die FIDE seinen Großmeistertitel ab und verhängte außerdem eine dreijährige Sperre.[11]
- Igor Rausis wurde im Juli 2019 bei einem Smartphone-Betrug ertappt und erklärte danach das Ende seiner Karriere. Ihm wurde im Dezember 2019 der Titel des Großmeisters aberkannt.[12]
- Kirill Shevchenko trat bei der spanischen Mannschaftsmeisterschaft 2024 als Spieler für die Mannschaft Silla an und wurde aufgrund eines Betrugsverdachtes disqualifiziert. Nach Anhörung aller Parteien wurde Shevchenko von der Meisterschaft ausgeschlossen und seine Partien wurden für seine Gegner (Francisco Vallejo Pons und Bassem Amin) als gewonnen erklärt.[13]

### Identitätsbetrug
- Bei der Kenya Open Chess Championship im April 2023 trat der kenianische Spieler Stanley O. im Frauenturnier an. Er meldete sich unter falschem Namen an und trug eine Burka. Nachdem er vier Partien gewonnen hatte, wurde er enttarnt und vom Turnier ausgeschlossen.[14]

### Regelverstöße während einzelner Schachpartien
Während einer Partie werden gelegentlich regelwidrig Fehlzüge zurückgenommen. Dabei ergibt sich oft ein Beweisproblem, wenn der betreffende Spieler bestreitet, die Figur bereits losgelassen zu haben, oder sich auf die J’adoube-Regel beruft. Ist kein Schiedsrichter zugegen, steht dann meist Aussage gegen Aussage. Bekannte Fälle auf Großmeisterebene sind:
- Milan Matulović in seiner Partie gegen István Bilek beim Interzonenturnier Sousse 1967. Der Protest Bileks wurde abgewiesen, die Partie endete remis.
- Viktor Kortschnoi nahm in einer Partie gegen Josip Rukavina im Interzonenturnier Leningrad 1973 in verlorener Stellung einen Zug zurück und spielte einen anderen. Der Schiedsrichter wertete daraufhin die Partie als verloren für Kortschnoi, ohne abzuwarten, ob sein Gegner das einzügige Matt gegeben hätte.[15]
- Schachweltmeister Garri Kasparow in seiner Partie gegen Judit Polgár in Linares 1994. Der Regelverstoß wurde erst nach Ende der Partie, die von Kasparow gewonnen wurde, durch eine Videoaufzeichnung zweifelsfrei belegt.[16]
- Surab Asmaiparaschwili gegen Wladimir Malachow bei der Europameisterschaft in Istanbul 2003. Dieser Fall ist deswegen bemerkenswert, weil Malachow einer Rücknahme des Zuges zustimmte. Dies wurde teilweise als faire Geste, teilweise aber auch als unsportliches Verhalten angesehen, da das Ergebnis der Partie auch die Platzierung unbeteiligter Spieler beeinflusste.

### Manipulierte Turniere und Partieabsprachen
- Zu den wohl häufigsten, aber nur schwer nachweisbaren, Betrugsfällen zählt das „Verkaufen“ von einzelnen Partien. Ein dokumentierter Verdachtsfall ereignete sich bei der 5. Meisterschaft der USA in New York 1880. Nach Angaben des Spielers Preston Ware bot ihm sein Gegner der letzten Runde, James Grundy, vor Partiebeginn 20 Dollar für ein Remis. Grundy hatte zu diesem Zeitpunkt im Gegensatz zu Ware noch Chancen auf Turniersieg und Preisgeld. Ware ging nach eigener Aussage auf das Angebot ein und machte in der Partie keine Anstalten, auf Gewinn zu spielen. Grundy hielt sich aber seinerseits nicht an die angeblich getroffene Absprache und nutzte das schwache Spiel seines Gegners zum Sieg aus. Der Fall kam vor das Turniergericht. Da Grundy alles abstritt und daher Aussage gegen Aussage stand, blieb das Resultat bestehen.[17]
- Nach dem Kandidatenturnier 1962 erhob Bobby Fischer den Vorwurf, dass die sowjetischen Spieler durch Partieabsprachen untereinander ihre Chancen gegenüber nichtsowjetischen Spielern erhöht hätten. Dies führte dazu, dass spätere Kandidatenturniere nicht mehr als Rundenturniere, sondern als Zweikämpfe ausgetragen wurden. 2006 führten Wissenschaftler der Washington University in St. Louis eine statistische Analyse von Ergebnissen der Qualifikationsturniere zur Schachweltmeisterschaft im Zeitraum 1940 bis 1964 durch und kamen zu dem Ergebnis, dass eine 75-prozentige Wahrscheinlichkeit für diese Hypothese bestehe.[18]
- Es kommt gelegentlich vor, dass ganze Turniere erfunden werden, die offenbar überhaupt nicht stattgefunden haben. Die dort angeblich erspielten Ergebnisse werden dann von einigen Spielern zur Verbesserung ihrer Elo-Zahl oder zur Erringung von Titelnormen genutzt. Aufsehenerregende Beispiele waren unter anderem der „Kali-Cup“ in Ungarn 2004[19] und das Turnier „Helden von Tschernobyl“ in der Ukraine 2005.[20]
- Der rumänische Geschäftsmann Alexandru Crișan kam durch manipulierte Turniere, deren Partien nie veröffentlicht wurden, auf eine Elo-Zahl von 2635, womit er zu den 50 besten Spielern der Welt gehört hätte.[21] Im Juli 2001 trat Crișan bei einem Großmeisterturnier in Portorož an und erzielte dort lediglich einen halben Punkt aus neun Partien, was einer Elo-Leistung von 2130 entspricht.[22] Im September 2001 entzog die FIDE Crișan alle Titel und seine Elo-Zahl.[23]

### Hochstapelei
- Einer der frühesten Vorwürfe betraf den arabischen Schatrandsch-Spieler Sa‘id bin Jubair (665–714). Dieser beherrschte das Blindspiel ohne Augenbinde mit abgewandter Sicht, wobei ungeklärt blieb, ob er diese Fähigkeit im Kerker perfektioniert oder, wie von Kritikern behauptet, mit einem kleinen Spiegel die Stellung eingesehen hatte.[24]
- Unter anderem Gerhard Stadelmaier und Raimondas Senkus narrten die Schachkompositionswelt über Jahre hinweg bis 1992 mit plagiierten Stücken. Stadelmaier war in den 1980ern und Senkus Anfang der 1990er Jahre aktiv. Dabei waren Spiegelungen der Kompositionen sowie bei Stadelmaier Nachbearbeitungen nach Drehungen typisch, wodurch die Vorgängersuche erschwert wurde. Stadelmaier wurde bis Anfang 1987 bei 21 von 35 Kompositionen unter anderem unter Zuhilfenahme der Albrecht-Sammlung entlarvt.[25]
- Claus-Peter S. vom TSV 1860 Stralsund behauptete 2004 unter anderem, an internationalen Schachkompositions-Löseturnieren teilgenommen zu haben. Er wurde von den Lesern der Ostsee-Zeitung zum Sportler des Jahres 2004 gewählt und erhielt mehr als 6000 Euro für eine angebliche Reise zu den Olympischen Spielen nach Athen. Von ihm benannte Namen und Organisationen erwiesen sich als im Problemschach unbekannt und ließen sich nicht nachweisen.[26]

## Konsequenzen
Bereits im 18. Jahrhundert mahnte Benjamin Franklin in seinem Aufsatz Die Sittlichkeit des Schachspiels die Einhaltung ethischer Richtlinien während des Schachspiels an, bei denen das Stören des Gegners und die Missachtung der Spielregeln untersagt sind. Bei der Gründung des Weltschachbunds FIDE 1926 wurden ähnliche Punkte in das offizielle Schachregelwerk aufgenommen, wodurch die Ahndung von Fehlverhalten standardisiert wurde.
Die FIDE verabschiedete 1989 weitergehende Ethik-Richtlinien, die 1996 ergänzt wurden. Betrugsversuche können danach mit Sperren von bis zu drei Jahren sanktioniert werden. Es wird jedoch von ChessBase-Mitarbeiter André Schulz kritisiert, dass Schiedsrichter vom Weltschachbund nur mangelhaft oder gar nicht auf Betrügereien mit elektronischen Hilfsmitteln vorbereitet werden.
Die ständige Weiterentwicklung von Schachprogrammen für Handheld-Computer, Mobiltelefone und ähnliche Geräte stellt einen Anreiz dar, in Turnierpartien derartige Hilfsmittel zu nutzen. Aus diesem Grund gibt es inzwischen ein flächendeckendes Handy-Verbot bei Schachturnieren. Obwohl die bewiesenen (oder auch nur halbwegs begründeten) Verdachtsfälle extrem selten sind, entsteht daraus eine Atmosphäre, in der überraschend gute Leistungen von schwächer eingestuften Spielern mit Argwohn betrachtet werden. Ein solcher Fall ereignete sich zum Beispiel beim Turnier „Lichtenberger Sommer“ im Jahre 2003. Er wurde auch in der Zeitschrift Schach ausführlich kommentiert, blieb jedoch schließlich ohne Folgen, da sich der Verdacht nicht erhärten ließ.
Im Januar 2012 beschloss die Schachbundesliga eine Änderung ihrer Turnierordnung, nach der bei begründetem Verdacht ein Spieler sein Mobiltelefon dem Schiedsrichter zur Überprüfung vorlegen und auch eine Kontrolle seiner Taschen zulassen muss.
Um zu verhindern, dass Spieler von Helfern mit Computern außerhalb des Turniersaals unterstützt werden, werden bei einigen Turnieren die Partien nicht live, sondern mit einem zeitlichen Versatz von bis zu 15 Minuten ins Internet übertragen.
Betreiber von Schachservern disqualifizieren regelmäßig Spieler, bei deren Partien eine zu große Übereinstimmung mit Computerzügen festgestellt wird. Immer größerer Beliebtheit erfreut sich das Bullet-Schach, weil es dabei aufgrund der kurzen Bedenkzeit so gut wie unmöglich ist, nebenbei ein Schachprogramm zu Rate zu ziehen.
Für das öffentliche Ansehen des Schachsports ist es sehr nachteilig, wenn er durch Betrugsaffären in die Schlagzeilen gerät. Andererseits sind zum Beispiel der oben genannte Fall „Claus-Peter S.“ und ähnliche Vorkommnisse Belege dafür, wie wenig die Öffentlichkeit und selbst die Presse über das Schachleben weiß.